# Интервенция в Гамбию
Интервенция в Гамбию, под кодовым названием «Операция восстановления демократии» — военный конфликт между несколькими странами Западной Африки и Гамбией, спровоцированный отказом президента Гамбии Яйя Джамме подать в отставку после победы Адамы Бэрроу на президентских выборах 2016 года.

## Участвующие силы
Со стороны ЭКОВАС в операции приняли участие вооружённые силы Сенегала, Ганы и Нигерии, Мали и Того. Нигерия также предоставила самолёты и корабли. По некоторым данным, к операции могут подключиться военные из Мали и Того. Армия Гамбии не собирается вмешиваться в политический спор. Об этом заявил начальник штаба вооружённых сил Гамбии генерал Усман Баджи. Однако некоторые военизированные формирования, например государственная охрана, и наемники остаются верны Джамме. Сенегальская повстанческая группировка Движение демократических сил Казаманса присоединилась к про-президентским силам, сообщалось о столкновениях на границе с Сенегалом.

## Вторжение
Экономическое сообщество стран Западной Африки (ЭКОВАС) решило вмешаться в конституционный кризис в Гамбии 19 января 2017 года и начать военную операцию в связи с тем, что президент Гамбии Яйя Джамме отказался уйти в отставку после поражения на президентских выборах в стране.
19 января 2017 года сенегальские войска вторглись в Гамбию, чтобы обеспечить власть избранному президенту страны Адаме Бэрроу. В этот же день президент Ботсваны Ян Кхама заявил, что его страна не признаёт Джамме главой Гамбии.
19 января Совет Безопасности ООН принял резолюцию с призывом уважать результаты выборов, согласно которым Адама Барроу был признан в качестве избранного президента Гамбии и заявлением о поддержке ЭКОВАС в его решимости обеспечить, прежде всего политическими средствами, уважение волеизъявления народа Гамбии. Однако резолюция, по настоянию России и Египта, не санкционировала применение силы. По словам пресс-секретаря Государственного департамента США Джона Кирби, интервенция должна «стабилизировать напряженную ситуацию в Гамбии».
Была установлена морская блокада Гамбии, в которой принял участие новейший корвет ВМС Нигерии NNS Unity. В первые часы наступления боестолкновения имели место в районе приграничного посёлка Канилаи, родного города Джамме, между сенегальцами и подконтрольными президенту силами ДДСК. ВВС Нигерии был нанесён ряд ракетно-бомбовых ударов по лояльным Джамме армейским подразделениям, к которым присоединились сторонники Движения демократических сил Казаманса. По словам полковника армии Сенегала Абду Ндиайе, бомбардировкой был причинён «значительный ущерб» воздушным, наземным и морским целям вооружённых сил Гамбии.
После этого Сенегал временно остановил своё наступление, дав возможность Джамме подать в отставку до полудня 20 января. Однако нигерийские разведывательные самолёты даже в это время продолжали кружить над территорией Гамбии.
21 января Джамме сообщил, что отказывается от борьбы за власть. В заявлении, показанном по местному телевидению, он сказал, что в Гамбии не должно быть пролито ни капли крови. Затем он сел в самолёт, который улетел в столицу Гвинеи Конакри.
26 января избранный президент Адама Бэрроу вернулся в Гамбию из Сенегала и приступил к исполнению обязанностей президента. 2500 военнослужащих стран ЭКОВАС временно остались в Гамбии.